# Вруціліто
Вруцілі́то (від д.-рус. въ руцѣ лѣто — «у руці рік») — метод усної лічби для визначення днів тижня за кількістю місяців, а рік — за допомогою пальців рук і спеціальних таблиць.

## Короткий опис
Давні слов'яни, точно так, як і ми, мали календарі повсюдно і завжди під рукою, тільки вони не використовували для того друк і папір, у них під рукою завжди були… — руки. І календар, на зразок нашого настінного для рахунку днів тижня на число місяця, називався не «календар», а «вруціліто».
В основі нині дослідженої вруцілітної системи покладено ритмічну зміну фаз Місяця, а як рахунковий «таблоїд» використовуються долоні рук і сім букв церковнослов'янської азбуки (А, В, Г, Д, Е, Ѕ, З), жорстко прив'язані до чисел місяця і певних суглобів.
За допомогою цієї «логарифмічної лінійки» можна встановити день тижня на будь-яку календарну дату будь-якого року — на сто років вперед і на 5 тисяч років тому, попутно з'ясувавши дуже багато цікавих закономірностей: про Сонце, про Місяць, про Зорі і про магічні числа, ключі, завдяки яким рік, літо, літа і тисячоліття вкладаються у руці.
Наприклад, числу 1 березня (початок року за візантійським календарем «від створення світу», відповідає буква Г, числу 2 березня відповідає буква В, числу 3 березня — буква А, числу 4 березня — буква З, числу 5 березня — буква Ѕ, і так далі по колу в зворотному до азбуки порядку. Помітно, що в межах одного і того ж року кожна буква відповідає своєму дню тижня (так як букв 7 і днів тижня 7). Для різних років відповідність днів тижня (вруцілітних літер) і чисел місяців різна. У церковних книгах щороку позначалася літера, яка вказувала на неділю. Така літера називалася «вруціліто року». Наприклад, якщо вруцілітом року була буква В, то неділі були 2, 9, 16 березня, і так далі. Обчислення інших днів тижня проводиться простим підрахунком по пальцю однієї руки (букві А відповідає згин пальця в долоні, букві В — згин вище, Г — верхній згин, Д — верхівка пальця,  Е — верхній згин з тильного боку долоні і т. д. до тильного згину в долоні і далі по колу).
| Число       | Вруціліна буква |
| ----------- | --------------- |
| 1 березня   | Г               |
| 1 квітня    | З               |
| 1 травня    | Е               |
| 1 червня    | В               |
| 1 липня     | З               |
| 1 серпня    | Д               |
| 1 вересня   | А               |
| 1 жовтня    | Ѕ               |
| 1 листопада | Г               |
| 1 грудня    | А               |
| 1 січня     | Е               |
| 1 лютого    | В               |

Для обчислення вруцілітного року не обов'язково мати таблиці, існує спосіб розрахунку року вруціліто за допомогою всіх пальців однієї руки. Також існує вруцілітна система для розрахунку пасхалій.